# Hollie Chapman
Hollie Chapman (* um 1989 wohl in Gaddesby im Leicestershire, England) ist eine britische Schauspielerin.

## Leben
Hollie Chapman hat vier jüngere Geschwister.
In einem Interview erklärte sie, dass sie keine technischen Neigungen hätte, sie begeistere sich vielmehr für Pferde. Außerdem besitzt sie die Fähigkeit zu singen und Piano zu spielen.
Ihre Schauspielausbildung erhielt sie an der „Sylvia Young Theatre School“ in London.
Theaterrollen
Um 1996 tauchte sie als Tessie in einer „West End Production“ von „Annie“  auf. Weitere Theaterstücke, in denen sie mitspielte, waren:
- „The Sound of Music“, darin spielte sie die Maria
- eine Produktion von „Annie“, sie spielte die Titelrolle
- „Whistle Down the Wind“ (eine „West End Production“)[4]
- „Smike“.

Filmrollen
Ihre erste Fernsehrolle hatte sie 2001, in einer Episode der englischen Serie „Holby City“.
2002 spielte sie in der populären Channel 5 Fernsehserie „Koalas und andere Verwandte“ (Originaltitel: Don't Blame Me, auch Don't Blame the Koalas) regelmäßig die Rolle der Gemma King. Eine liebenswerte, aber auch arrogante, Engländerin, die mit ihrer Mutter und ihrem Bruder nach Australien auswandert.
Und 2006 sprach sie in „Softies“, einer Fernsehserie für Vorschüler, welche seit 2003 ausgestrahlt wird, die Stoffpuppe Cuddle. Von dieser Serie wurden 80 Folgen, jeweils mit einer Laufzeit von fünf Minuten, gedreht. Diese eher unbekannt gebliebene Serie wurde in Deutschland bisher nicht gesendet.
Im Fernsehen war sie zuletzt 2006, in zwei Folgen der englischen Fernseh-Seifenoper „Doctors“, zu sehen.
Rollen in Hörspielen
In der erfolgreichen britischen Hörfunk-Seifenoper „The Archers“ auf BBC Radio 4 spricht sie die Rolle der Alice Carter (geborene Aldridge).

## Filmografie
- 2001: Holby City (Episode: Forgiveness of Sins)
- 2002: Koalas und andere Verwandte (Don't Blame Me, auch Don't Blame the Koalas)
- 2006: Softies; als Cuddle (lediglich Voice-over)
- 2006: Doctors (Episode: Marilyn, Sometimes)
- 2006: Doctors (Episode: Trust)